# Polygala wuzhishanensis
Polygala wuzhishanensis là một loài thực vật có hoa trong họ Polygalaceae. Loài này được S.K. Chen & J. Parn. mô tả khoa học đầu tiên năm 2008.